# 이찬우
이찬우(李燦雨, 1918년 4월 15일 강원도 춘성군 ~ 1983년 11월 16일)는 제5대 국회의원을 지낸 대한민국의 정치인이다. 우익 운동가 출신이며 언론인으로도 활동했다.

## 약력
- 천전공립보통학교 졸업
- 춘천공립고등보통학교 졸업
- 서울대학교 문리과대학 사회학과 3년 수료
- 반탁투쟁위원회 동원부장
- 대한민국 육군 육군본부 유격사령부 행정처장
- 대한청년단 중앙상무위원
- 시사통신사 논설위원

## 역대 선거 결과
|  | 19.28% |

|  | 14.47% |

|  | 12.73% |